# Selenistis pauliani
Selenistis pauliani är en fjärilsart som beskrevs av Pierre E.L. Viette 1961. Selenistis pauliani ingår i släktet Selenistis och familjen nattflyn. Inga underarter finns listade i Catalogue of Life.